# جنبش متوالیسم
متوالیسم یا جنبش متوال‌ها به معنی هم‌زیستی دوسویه یا اصول همکاری (به انگلیسی: Mutualism) نام یک جنبش اجتماعی که هدف آن ایجاد و ارتقای سازمان متقابل (mutual organization)، بیمه تعاونی (mutual insurance) و صندوق سرمایه‌گذاری مشترک (mutual funds) است. جنبش تشویق و کمک می‌کند تا مزایای متقابل (mutual) در برابر خطرات، به کسانی که دسترسی به بودجه یا استانداردهای زندگی مادی و معنوی ندارند، با پرداخت منظم یا سهام کمک شود.

## مطالعه بیشتر
What Is Mutualism? (1927) by Clarence Lee Swartz etext 